# Kaffelikør
Kaffelikør er en likør med kaffesmag. Der findes flere produkter:
- Allen's Coffee Brandy – likør fra New England, USA
- Kahlúa – mexikansk likør
- Kamora – mexikansk likør
- Sheridan's – irsk likør
- Starbucks Coffee Liqueur
- The Evil Monk – likør fra Kansas, USA
- Tia Maria – oprindelig likør fra Jamaica

| Mad og drikke | Spire Denne artikel om mad og drikke er en spire som bør udbygges. Du er velkommen til at hjælpe Wikipedia ved at udvide den. |